# Charles Follen McKim

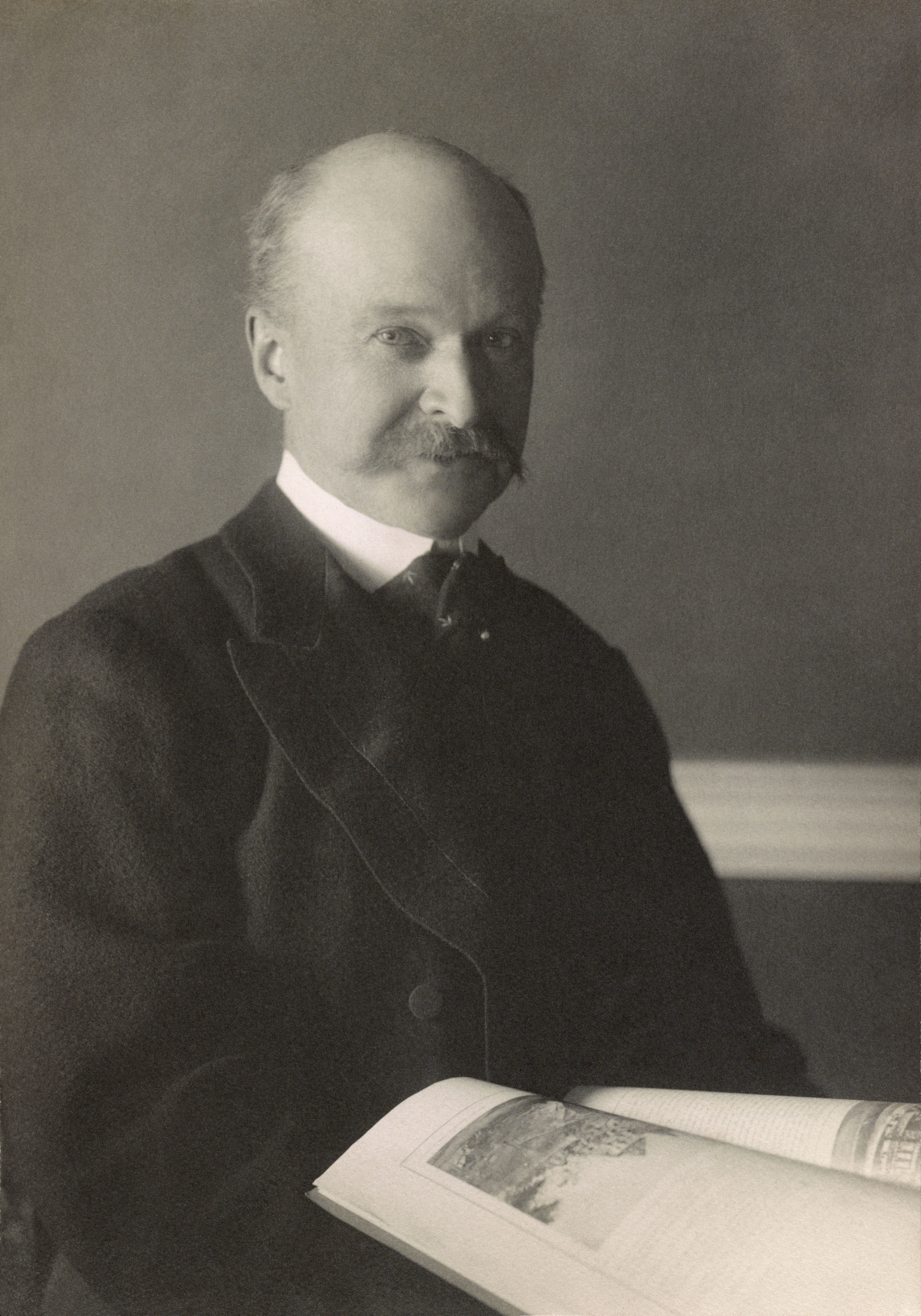
Charles Follen McKim. Porträt von Frances Benjamin Johnston.

Charles Follen McKim (* 24. August 1847 in Chester County, Pennsylvania, USA; † 14. September 1909) war einer der prominentesten US-amerikanischen Architekten der Beaux-Arts-Architektur des späten 19. Jahrhunderts und Fellow des American Institute of Architects. Gemeinsam mit Stanford White und William Rutherford Mead gründete er 1880 das Architekturbüro McKim, Mead and White.

## Leben
Der zweite Vorname von McKim geht auf Charles Follen zurück, einem bekannten Abolitionisten und unitaristischen Minister. Nach seinem Abschluss an der Harvard University studierte er Architektur an der École des Beaux-Arts in Paris und arbeitete anschließend ab 1870 im Büro von Henry Hobson Richardson. McKim gründete später sein eigenes Unternehmen in Partnerschaft mit dem Ingenieur William Rutherford Mead, in das 1877 der Protegé von Richardson Stanford White ebenfalls als Partner einstieg.

## Arbeiten
Das Architekturbüro war zehn Jahre lang vorwiegend für die Planung und Errichtung von durchgehenden, informellen Sommerhäusern bekannt. McKim hingegen erlangte hauptsächlich durch seinen Beaux-Art Architekturstil Bekanntheit, der die American Renaissance repräsentierte und sich unter anderem in der Architektur der 1887 errichteten Boston Public Library widerspiegelt. Ebenso zu nennen sind einige seiner Werke in New York City, insbesondere der Morningside Heights Campus der Columbia University (1893), der University Club of New York (1899), die Pierpont Morgan Library (1903), die New York Pennsylvania Station (1904–10) sowie das Butler Institute of American Art in Youngstown, Ohio (1919). McKim entwarf darüber hinaus im Jahr 1896 das Howard Mansion im New Yorker Hyde Park.
Mit der Unterstützung von Richard Morris Hunt gründete McKim 1894 die American School of Architecture in Rom, die heute als American Academy in Rome bekannt ist. Für diese entwarf er zugleich mit seinem Unternehmen die wichtigsten Gebäude auf dem Campus.
McKim erhielt bereits zu Lebzeiten zahlreiche Auszeichnungen, darunter die Médaille d’or du CNRS auf der Weltausstellung in Paris 1900, die Royal Gold Medal von Eduard VII. und Ehrendoktorwürden der University of Pennsylvania und Columbia University. Er wurde darüber hinaus 1877 zum Fellow des American Institute of Architects gewählt und erhielt im Jahr 1909 posthum die AIA Goldmedaille. Seit 1898 war er gewähltes Mitglied der American Academy of Arts and Letters.